# Casement Park
Der Casement Park (irisch Páirc Mhic Ásmaint, auch Páirc Mhic Easmainn) im nordirischen Belfast ist ein im Jahr 1953 eröffnetes Stadion, das für die gälischen Sportarten (Gaelic Football, Hurling und Camogie) genutzt wird. Neben dem Windsor Park für Fußball und dem Ravenhill Stadium für Rugby Union ist es eines der drei großen Stadien in Belfast. Nach Neubauplänen wurden Teile des Stadions im Jahr 2013 abgebrochen und die Neuerrichtung ist derzeit im Rahmen der Fußball-Europameisterschaft 2028 vorgesehen.

## Geschichte
Das Stadion wurde im Juni 1953 eröffnet und die Tribünen unter anderem mit Stahl der demontierten amerikanischen Flugzeug-Hangars in Fermanagh aus dem Zweiten Weltkrieg errichtet. Es wurde benannt nach Roger Casement, einem irischen Nationalisten, der 1916 nach der Verurteilung wegen Hochverrats durch die Briten hingerichtet wurde. Dabei ist es in West Belfast gelegen, einem Stadtteil, der vorwiegend von irischen Nationalisten bewohnt ist. In der Folge diente es als Heimstätte für Antrim GAA. Es hatte eine Kapazität von etwas über 31.000 Zuschauern, jedoch war nur etwa ein Viertel davon durch Sitzplätze gegeben. Während der Troubles in Folge des Bloody Fridays im Juli 1972 übernahm die britische Armee im Rahmen der Operation Motorman für etwa ein Jahr das Stadion. Im Jahr 1988 wurden zwei verdeckt arbeitende britische Soldaten im Rahmen der sogenannten Corporal Killings von einem Mob aus ihrem Auto gezerrt. Nachdem sie von IRA-Mitgliedern auf das Grundstück des Stadions gefahren wurden und weiteren Misshandlungen ausgesetzt wurden, wurden sie auf einem nahegelegenen Abfallplatz erschossen.

## Neubauplanungen
Als die drei nach dem Zweiten Weltkrieg errichteten Stadien nicht mehr dem Standard der Zeit entsprachen, entschied sich die nordirische Regierung ein Multifunktionsstadion zu errichten, um diese zu ersetzen. Man wählte dafür die Fläche des aufgegebenen Maze Prisons, das vor allem durch die Inhaftierung von Mitgliedern der Irish Republican Army (IRA) bekannt wurde. Aufgrund dieser politischen Belastung wurde der Bau im Jahr 2009 gestoppt, bevor er begonnen hatte. Stattdessen wurde im Jahr 2011 ein Kompromiss gefunden, der sowohl die Erneuerung der Stadien für die englischen Sportarten als auch des Casement Parks vorsah, wobei sichergestellt wurde, dass dieses genau so viel Geld erhalten würde, wie in Fußballstadien investiert würde.
Im Jahr 2012 wurden die Stadion-Designer bestimmt, die einen Plan für ein 38.000 Plätze fassendes Stadion vorlegten. Antrim bestritt in der Folge sein letztes Spiel im Juni 2013 in dem Stadion, wonach erste Abbrucharbeiten erfolgten.
Jedoch wurde der Planungsbeschluss durch ein Gericht im Dezember 2014 gestoppt, da eine Anwohnergemeinschaft geklagt hatte, dass das Stadion zu groß sei, Licht von ihren Eigenheimen nähme und es zu großen Verkehrsproblemen führen würde. In der Folge reichte der Leiter der überwachenden Gruppe für technische Sicherheit, die die Planungen beaufsichtigte, eine Beschwerde ein, dass er unter politischen Druck gesetzt worden sei, die Pläne zu genehmigen. Im Jahr 2017 wurde eine überarbeitete Planung des Stadions mit 34.500 Plätzen vorgelegt, die im Jahr 2021 genehmigt wurde. Eine Klage von Anwohnern wurde dieses Mal abgewiesen.
Im April 2023 wurde das Stadion als Teil der Bewerbung für die Fußball-Europameisterschaft 2028 vorgesehen, wobei es auf Grund der Mindestanforderungen der UEFA den Vorzug vor dem Windsor Park erhielt. Im Oktober erhielt die Bewerbung den Zuschlag, jedoch wurde bekannt, dass die Kosten deutlich gestiegen waren. Im März wurde anstatt der ursprünglichen Summe von 77,5 Millionen GBP Kosten und Sicherheitsrücklagen in der Höhe von 308 Millionen GBP angenommen. Bisherige Finanzzusagen der GAA, der nordirischen und der irischen Regierung reichten nicht aus diese zu decken. Konkrete Zusagen der Regierung des Vereinigten Königreichs standen zu dem Zeitpunkt noch aus. Mit dem Neubau soll Antrim GAA ein neues Heimstadion bekommen und es wird auch erwartet, dass das Ulster Gaelic Football Finale, das derzeit in Clones ausgetragen wird, hierhin verlegt wird.
Bei einem Besuch in Belfast sagte Hilary Benn, Minister für Nordirland, dass der neue Casement Park gebaut wird. Durch die gestiegenen Kosten sei aber fraglich, ob das Stadion rechtzeitig zur EM 2028 fertiggestellt wird. Inzwischen stiegen die Kosten weiter auf über 400 Millionen GBP und die britische Regierung wolle sich nicht mehr an den Mehrkosten beteiligen.